# Nicolas Weill
Pour les articles homonymes, voir Weill.
 (juillet 2021).
Si vous disposez d'ouvrages ou d'articles de référence ou si vous connaissez des sites web de qualité traitant du thème abordé ici, merci de compléter l'article en donnant les références utiles à sa vérifiabilité et en les liant à la section « Notes et références ».
Nicolas Weill est un journaliste français né en 1957.

## Biographie
Nicolas Weill est né à Paris. Son père, Jacques Weill (1924-2016), un temps employé au ministère de la Reconstruction et de l'Urbanisme avant de reprendre la société familiale, était gérant d'une entreprise d'import-export, tandis que sa mère Denise Weill (1926-2015) était psychanalyste. 

### Études
En 1977, il intègre l'École normale supérieure dans la section Lettres. Par la suite, il poursuit et obtient un DEA d'histoire contemporaine, ainsi qu'une maîtrise de philosophie consacrée à Husserl. 

### Carrière
Il a collaboré au Monde de la Révolution française de 1988 à 1990 et à Courrier international de 1991 à 1995. Journaliste au Monde depuis 1995 et collaborateur du Monde des livres depuis 2017, il est notamment l'auteur d'essais historiques sur l'antisémitisme en France et, récemment, d'un essai consacré aux Cahiers noirs du philosophe Martin Heidegger. Il est enseignant à Sciencespo Paris depuis 2020.

## Publications
- Meurtre à « L'Aurore » : roman, Paris, Calmann-Lévy, 1994.  (ISBN 978-2-7021-2297-6).
- L'expédition d'Égypte : le rêve oriental de Bonaparte, avec Laure Murat, Paris, Gallimard, coll. « Découvertes Gallimard / Histoire » (no 343), 1998.  (ISBN 2-07-053399-9).
- Préface à la réédition de Rudolph Loewenstein, Psychanalyse de l’antisémitisme, Paris, PUF, coll. « Perspectives critiques », 2001.  (ISBN 2-13-051670-X).
- Une histoire personnelle de l'antisémitisme, Paris, Robert Laffont, 2003.  (ISBN 2-221-09309-7).
- La République et les antisémites, Paris, Grasset, 2004.  (ISBN 2-246-67391-7).
- Histoire et Lumières : changer le monde par la raison : entretiens avec Zeev Sternhell, Paris, Albin Michel, coll. « Itinéraires du savoir », 2014.  (ISBN 978-2-22624631-8).
- Heidegger et les Cahiers noirs. Mystique du ressentiment, Paris, CNRS éditions, 2018.
- "Promenade à Jérusalem. Pérégrination juive sur les Lieux saints chrétiens", in Tilla Rudel (Dir.), Jérusalem, promenades, anthologies & dictionnaire, coll. "Bouquins", Robert Laffont, 2018, p. 502-527.

## Traductions
- Emmanuel Sivan, Mythes politiques arabes, Fayard, 1995 (traduit de l’hébreu).
- Meron Benvenisti, Jérusalem : une histoire politique, Solin/Actes Sud, 1996 (traduit de l’anglais et de l’hébreu avec la collaboration de Katherine Werchowski).
- Daniel Blatman, Les Marches de la mort : la dernière étape du génocide nazi : été 1944-printemps 1945, Fayard, 2009 (traduit de l’hébreu).
- Israël Jacob Yuval, « Deux peuples en ton sein » : juifs et chrétiens au Moyen Âge, Albin Michel, 2012 (traduit de l'hébreu) - Prix Pierre-Antoine Bernheim 2013.
- Saul Friedländer, Kafka, poète de la honte, Seuil, 2014 (traduit de l'anglais).
- Peter Trawny, La liberté d'errer, avec Heidegger, Montpellier, Indigène, 2014 (traduit de l'allemand).
- David Grossman, Un cheval entre dans un bar, Seuil, 2015 (traduit de l'hébreu).
- Hans Belting, Faces : une histoire du visage, Gallimard, coll. "Bibliothèque illustrée des histoires", 2017 (traduit de l'allemand).
- Maurice Samuels (en), L'Invention de la littérature juive en France, Hermann, coll. « Savoir Lettres », 2017 (traduit de l'anglais).